# San Diego Comic-Con International
San Diego Comic-Con International, også kendt som Comic-Con og San Diego Comic-Con, er en årlig messe afholdt i San Diego, USA siden 1970 for tegneseriefans.
I 2007 deltog over 125.000 mennesker ved den fem dage lange messe.[kilde mangler]
2020-udgaven annulleres på grund af COVID-19-pandemien.

## Reference
1. ↑  San Diego Comic-Con@Home Announced, Touting No Lines, Badges For All